# Крушчицкое водохранилище
Крушчицкое водохранилище (хорв. Krušćičko jezero) — водохранилище в центральной Хорватии в историческом регионе Лика. Административно принадлежит к жупании Личко-Сеньска, расположено в 10 км к северо-западу от города Госпич.
Седьмой по величине водоём страны и четвёртый по величине искусственный водоём Хорватии. Площадь 3,9 км², высота над уровнем моря 554 метра.